# Giải vô địch bóng đá nữ U-16 châu Á 2019
Giải vô địch bóng đá nữ U-16 châu Á 2019 là giải đấu lần thứ 8 của Giải vô địch bóng đá nữ U-16 châu Á, giải vô địch bóng đá trẻ quốc tế hai năm một lần do Liên đoàn bóng đá châu Á (AFC) tổ chức dành cho các đội tuyển quốc gia nữ dưới 16 tuổi của châu Á. Được tổ chức tại Thái Lan từ ngày 15 đến ngày 28 tháng 9 năm 2019, với tổng cộng tám đội tham dự.
Hai đội đứng đầu giải đấu sẽ đủ điều kiện tham dự Giải vô địch bóng đá nữ U-17 thế giới 2021 (ban đầu là năm 2020 nhưng đã bị hoãn lại do ảnh hưởng của đại dịch COVID-19) tại Ấn Độ với tư cách là đại diện của AFC, bên cạnh Ấn Độ, đội sẽ tự động đủ điều kiện với tư cách là chủ nhà. Tuy nhiên, FIFA đã thông báo vào ngày 17 tháng 11 năm 2020 rằng mùa giải măm này sẽ bị hủy bỏ.
Đây cũng là mùa giải cuối cùng được tổ chức dưới dạng giải đấu dành cho lứa tuổi dưới 16,  AFC sau đó đã đồng ý với đề xuất chuyển giải đấu từ lứa tuổi dưới 16 sang lứa tuổi dưới 17 bắt đầu từ năm 2022.
Triều Tiên là đương kim vô địch, nhưng sau đó đã không thể bảo vệ được danh hiệu sau khi thua Nhật Bản với tỷ số 2–1 trong trận chung kết.

## Vòng loại
Bốn đội giành quyền trực tiếp vào vòng chung kết: đội chủ nhà và ba đội đứng đầu năm 2017. Bốn suất còn lại được xác định thông qua vòng loại.
Tổng cộng có 30 đội tham gia vòng loại. Do số lượng đội tăng lên, hai vòng loại đã được lên lịch lần đầu tiên. Vòng đầu tiên được lên lịch vào ngày 15–23 tháng 9 năm 2018, và vòng thứ hai được lên lịch vào ngày 23 tháng 2–3 tháng 3 năm 2019.

### Các đội đủ đièu kiện
Các đội sau đây đã đủ điều kiện tham dự giải đấu.
| Đội tuyển         | Tư cách tham dự         | Số lần tham dự | Thành tích tốt nhất        |
| ----------------- | ----------------------- | -------------- | -------------------------- |
| Thái Lan          | Chủ nhà                 | 8              | Hạng ba (2005)             |
| CHDCND Triều Tiên | Vô địch (2017)          | 7              | Vô địch (2007, 2015, 2017) |
| Hàn Quốc          | Á quân (2017)           | 8              | Vô địch (2009)             |
| Nhật Bản          | Hạng ba (2017)          | 8              | Vô địch (2005, 2011, 2013) |
| Úc                | Nhất bảng A (vòng loại) | 6              | Hạng tư (2009)             |
| Việt Nam          | Nhì bảng A (vòng loại)  | 1              | Lần đầu                    |
| Trung Quốc        | Nhất bảng B (vòng loại) | 8              | Á quân (2005)              |
| Bangladesh        | Nhì bảng B (vòng loại)  | 3              | Vòng bảng (2005, 2017)     |

## Địa điểm
Các trận đấu được tổ chức tại hai địa điểm, cả hai đều ở quận Mueang Chonburi thuộc tỉnh Chonburi.
- Sân vận động Chonburi
- Sân vận động IPE Chonburi

## Bốc thăm
Lễ bốc thăm vòng bảng được tổ chức vào ngày 23 tháng 5 năm 2019, 15:30 ICT (UTC+7), tại Khách sạn Oakwood ở Chonburi, Thái Lan.  Tám đội được chia thành hai bảng, mỗi bảng bốn đội. Các đội được xếp hạt giống theo thành tích của họ tại vòng chung kết Giải vô địch bóng đá nữ U-16 châu Á 2017 và vòng loại, với đội chủ nhà Thái Lan được xếp hạt giống tự động và được xếp vào Vị trí A1 trong lễ bốc thăm.
| Nhóm 1                                     | Nhóm 2                  | Nhóm 3              | Nhóm 4                    |
| ------------------------------------------ | ----------------------- | ------------------- | ------------------------- |
| 1. Thái Lan (chủ nhà) 2. CHDCND Triều Tiên | 1. Hàn Quốc 2. Nhật Bản | 1. Trung Quốc 2. Úc | 1. Bangladesh 2. Việt Nam |

## Đội hình
Các cầu thủ sinh từ ngày 1 tháng 1 năm 2003 đến ngày 31 tháng 12 năm 2005 đủ điều kiện tham gia giải đấu. Mỗi đội phải đăng ký một đội hình tối thiểu 16 cầu thủ và tối đa 23 cầu thủ, trong đó tối thiểu hai người phải là thủ môn (Điều lệ 24.1 và 24.2).

## Vòng bảng
Hai đội đứng đầu mỗi bảng sẽ giành quyền vào bán kết.

Các tiêu chí
Các đội được xếp hạng theo điểm (3 điểm cho một trận thắng, 1 điểm cho một trận hòa, 0 điểm cho một trận thua) và nếu hòa điểm, các tiêu chí phá vỡ thế bế tắc sau đây sẽ được áp dụng, theo thứ tự nhất định, để xác định thứ hạng (Điều lệ 9.3):
1. Điểm trong các trận đối đầu trực tiếp giữa các đội hòa nhau;
2. Hiệu số bàn thắng thua trong các trận đối đầu trực tiếp giữa các đội hòa nhau;
3. Số bàn thắng ghi được trong các trận đối đầu trực tiếp giữa các đội hòa nhau;
4. Nếu có nhiều hơn hai đội hòa nhau và sau khi áp dụng tất cả các tiêu chí đối đầu ở trên, một nhóm các đội vẫn hòa nhau, tất cả các tiêu chí đối đầu ở trên sẽ được áp dụng lại riêng cho nhóm các đội này;
5. Hiệu số bàn thắng bại trong tất cả các trận đấu vòng bảng;
6. Số bàn thắng được ghi trong tất cả các trận đấu vòng bảng;
7. Đá luân lưu nếu chỉ có hai đội hòa nhau và họ gặp nhau ở vòng đấu cuối cùng của bảng;
8. Điểm kỷ luật (thẻ vàng = 1 điểm, thẻ đỏ do 2 thẻ vàng = 3 điểm, thẻ đỏ trực tiếp = 3 điểm, thẻ vàng tiếp theo là thẻ đỏ trực tiếp = 4 điểm);
9. Bốc thăm.

Tất cả các trận đấu diễn ra theo giờ địa phương, ICT (UTC+7).
| Ngày thi đấu   | Ngày                   | Trận đấu     |
| -------------- | ---------------------- | ------------ |
| Ngày thi đấu 1 | 15–16 tháng 9 năm 2019 | 1 v 4, 2 v 3 |
| Ngày thi đấu 2 | 18–19 tháng 9 năm 2019 | 4 v 2, 3 v 1 |
| Ngày thi đấu 3 | 21–22 tháng 9 năm 2019 | 1 v 2, 3 v 4 |

### Bảng A
| VT | Đội          | ST | T | H | B | BT | BB | HS  | Đ | Giành quyền tham dự     |
| -- | ------------ | -- | - | - | - | -- | -- | --- | - | ----------------------- |
| 1  | Nhật Bản     | 3  | 2 | 1 | 0 | 17 | 0  | +17 | 7 | Vòng đấu loại trực tiếp |
| 2  | Úc           | 3  | 1 | 2 | 0 | 8  | 3  | +5  | 5 | Vòng đấu loại trực tiếp |
| 3  | Thái Lan (H) | 3  | 1 | 0 | 2 | 2  | 14 | −12 | 3 |                         |
| 4  | Bangladesh   | 3  | 0 | 1 | 2 | 2  | 12 | −10 | 1 |                         |

| Nhật Bản | 0–0      | Úc |
| -------- | -------- | -- |
|          | Chi tiết |    |

| Thái Lan        | 1–0      | Bangladesh |
| --------------- | -------- | ---------- |
| - Thawanrat 59' | Chi tiết |            |

| Bangladesh | 0–9      | Nhật Bản                                                                                |
| ---------- | -------- | --------------------------------------------------------------------------------------- |
|            | Chi tiết | - Hayashi 2' - Hamano 6', 23' - Ota 17' - Nebu 43', 51' - Hiranaka 49' - Tanno 60', 61' |

| Úc                                                           | 6–1      | Thái Lan      |
| ------------------------------------------------------------ | -------- | ------------- |
| - Jancevski 5', 45+1' - Lowry 27', 45+3' - Beaumont 51', 59' | Chi tiết | - Janista 70' |

| Thái Lan | 0–8      | Nhật Bản                                                                            |
| -------- | -------- | ----------------------------------------------------------------------------------- |
|          | Chi tiết | - Hamano 28', 49' - Nishio 31', 33' - Tanno 50' - Oyama 61' - Inose 70' - Amano 86' |

| Úc                       | 2–2      | Bangladesh           |
| ------------------------ | -------- | -------------------- |
| - Mihocic 77' - Zois 80' | Chi tiết | - T. Khatun 21', 78' |

### Bảng B
| VT | Đội               | ST | T | H | B | BT | BB | HS  | Đ | Giành quyền tham dự     |
| -- | ----------------- | -- | - | - | - | -- | -- | --- | - | ----------------------- |
| 1  | CHDCND Triều Tiên | 3  | 3 | 0 | 0 | 17 | 0  | +17 | 9 | Vòng đấu loại trực tiếp |
| 2  | Trung Quốc        | 3  | 2 | 0 | 1 | 3  | 4  | −1  | 6 | Vòng đấu loại trực tiếp |
| 3  | Hàn Quốc          | 3  | 1 | 0 | 2 | 3  | 5  | −2  | 3 |                         |
| 4  | Việt Nam          | 3  | 0 | 0 | 3 | 0  | 14 | −14 | 0 |                         |

| CHDCND Triều Tiên | 10–0     | Việt Nam |
| --- | -------- | -------- |
| - Kim Chung-mi 8' - Sin Pom-hyang 44' (ph.đ.), 90+2' - Myong Yu-jong 51', 85' - Kim Hye-yong 55' - Hong Song-ok 57' - Ham Ju-hyang 67' - Kim Kye-jong 71', 78' | Chi tiết |          |

| Hàn Quốc | 0–2      | Trung Quốc                                 |
| -------- | -------- | ------------------------------------------ |
|          | Chi tiết | - Zou Mengyao 66' - Shao Ziqin 75' (ph.đ.) |

| Trung Quốc | 0–4      | CHDCND Triều Tiên                                                             |
| ---------- | -------- | ----------------------------------------------------------------------------- |
|            | Chi tiết | - Kim Chung-mi 27' - Myong Yu-jong 36' - Sin Pom-hyang 60' - Hong Song-ok 83' |

| Việt Nam | 0–3      | Hàn Quốc                                                          |
| -------- | -------- | ----------------------------------------------------------------- |
|          | Chi tiết | - Hwang Ah-yun 17' - Jang Jin-yeong 20' - Vũ Thị Hoa 90+1' (l.n.) |

| CHDCND Triều Tiên                                         | 3–0      | Hàn Quốc |
| --------------------------------------------------------- | -------- | -------- |
| - Myong Yu-jong 36' - Hong Song-ok 56' - Kim Hye-yong 68' | Chi tiết |          |

| Trung Quốc       | 1–0      | Việt Nam |
| ---------------- | -------- | -------- |
| - Shao Ziqin 81' | Chi tiết |          |

## Vòng đấu loại trực tiếp
Ở vòng đấu loại trực tiếp, loạt sút luân lưu (không có hiệp phụ) được sử dụng để quyết định đội chiến thắng nếu cần thiết (Điều 12.1 và 12.2 của Quy định).

### Sơ đồ
|  | Bán kết                   | Bán kết           |                       |   | Chung kết | Chung kết |
|  |                           |                   |                       |   |           |           |
|  | 25 tháng 9 – IPE Chonburi |                   |                       |   |           |           |
|  |                           |                   |                       |   |           |           |
|  | Nhật Bản                  | 2                 |                       |   |           |           |
|  | Nhật Bản                  | 2                 | 28 tháng 9 – Chonburi |   |           |           |
|  | Trung Quốc                | 0                 |                       |   |           |           |
|  | Trung Quốc                | 0                 | Nhật Bản              | 2 |           |           |
|  | 25 tháng 9 – IPE Chonburi |                   | Nhật Bản              | 2 |           |           |
|  |                           | CHDCND Triều Tiên | 1                     |   |           |           |
|  | CHDCND Triều Tiên         | CHDCND Triều Tiên | 1                     | 3 |           |           |
|  | CHDCND Triều Tiên         |                   |                       | 3 |           |           |
|  | Úc                        | 0                 |                       |   |           |           |
|  | Úc                        | 0                 | Tranh hạng ba         |   |           |           |
|  |                           |                   |                       |   |           |           |
|  | 28 tháng 9 – Chonburi     |                   |                       |   |           |           |
|  |                           |                   |                       |   |           |           |
|  | Trung Quốc                | 2                 |                       |   |           |           |
|  | Trung Quốc                | 2                 |                       |   |           |           |
|  | Úc                        | 1                 |                       |   |           |           |

### Bán kết
Đội chiến thắng sẽ giành quyền tham dự Giải vô địch bóng đá nữ U-17 thế giới 2021.
| CHDCND Triều Tiên                         | 3–0      | Úc |
| ----------------------------------------- | -------- | -- |
| - Kim Hye-yong 14', 17' - Kim Pom-i 90+3' | Chi tiết |    |

| Nhật Bản                  | 2–0      | Trung Quốc |
| ------------------------- | -------- | ---------- |
| - Nishio 71' - Hamano 82' | Chi tiết |            |

### Tranh hạng ba
| Trung Quốc                          | 2–1      | Úc         |
| ----------------------------------- | -------- | ---------- |
| - Shi Xiaomin 78' - Zou Mengyao 82' | Chi tiết | - Lowry 1' |

### Chung kết
| Nhật Bản                  | 2–1      | CHDCND Triều Tiên         |
| ------------------------- | -------- | ------------------------- |
| - Amano 19' - Hayashi 23' | Chi tiết | - Hong Song-ok 9' (ph.đ.) |

## Vô địch
| Giải vô dịch bóng đá nữ U-17 châu Á 2019 |
| ---------------------------------------- |
| · Nhật Bản · Lần thứ 4                   |

## Giải thưởng
Các giải thưởng sau đây đã được trao sau giải đấu:
| Vua phá lưới | Cầu thủ xuất sắc nhất | Giải phong cách   |
| ------------ | --------------------- | ----------------- |
| Maika Hamano | Hanon Nishio          | CHDCND Triều Tiên |

## Các đội đủ điều kiện tham dự Giải vô địch bóng đá nữ U-17 thế giới
Ba đội sau đây của AFC đã đủ điều kiện tham dự Giải vô địch bóng đá nữ U-17 thế giới 2021 trước khi giải đấu bị hủy bỏ.
Cả ba đội đều đủ điều kiện tham dự Giải vô địch bóng đá nữ U-17 thế giới 2022, bao gồm cả Ấn Độ, đội tự động đủ điều kiện với tư cách là chủ nhà. Vào ngày 16 tháng 3 năm 2022, AFC thông báo rằng Trung Quốc sẽ thay thế Triều Tiên trở thành đại diện của AFC tại Giải vô địch bóng đá nữ U-17 thế giới. Vào ngày 16 tháng 8 năm 2022, có thông báo rằng Liên đoàn bóng đá Ấn Độ (AIFF), đã bị FIFA đình chỉ do ảnh hưởng không chính đáng từ các bên thứ ba. Do đó, Ấn Độ đã bị tước quyền đăng cai Giải vô địch bóng đá nữ U-17 thế giới 2022, vì FIFA có kế hoạch đánh giá các bước tiếp theo khi đăng cai giải đấu. Vào ngày 27 tháng 8, FIFA đã dỡ bỏ lệnh đình chỉ, do đó đã trao lại quyền đăng cai cho Ấn Độ.
| Đội tuyển  | Ngày vượt qua vòng loại | Số lần tham dự trước đây tại Giải vô địch bóng đá nữ U-17 thế giới1 |
| ---------- | ----------------------- | ------------------------------------------------------------------- |
| Ấn Độ      | 15 tháng 3 năm 2019     | 0 (lần đầu)                                                         |
| Nhật Bản   | 25 tháng 9 năm 2019     | 6 (2008, 2010, 2012, 2014, 2016, 2018)                              |
| Trung Quốc | 16 tháng 3 năm 2022     | 2 (2012, 2014)                                                      |

1 Chữ đậm chỉ đội vô địch năm đó. Chữ nghiêng chỉ đội chủ nhà năm đó.

## Cầu thủ ghi bàn
Đã có 63 bàn thắng ghi được trong 16 trận đấu, trung bình 3.94 bàn thắng mỗi trận đấu.
5 bàn thắng
- Maika Hamano

4 bàn thắng
- Hong Song-ok
- Kim Hye-yong
- Myong Yu-jong

3 bàn thắng
- Hana Lowry
- Hanon Nishio
- Ririka Tanno
- Sin Pom-hyang

2 bàn thắng
- Georgia Beaumont
- Alana Jancevski
- Tohura Khatun
- Shao Ziqin
- Zou Mengyao
- Suzu Amano
- Manaka Hayashi
- Momoko Nebu
- Kim Chung-mi
- Kim Kye-jong

1 bàn thắng
- Claudia Mihocic
- Paige Zois
- Shi Xiaomin
- Kyono Hiranaka
- Yuko Inose
- Moe Ota
- Aemu Oyama
- Ham Ju-hyang
- Kim Pom-i
- Hwang Ah-yun
- Jang Jin-yeong
- Janista Jinantuya
- Thawanrat Promthongmee

1 bàn phản lưới nhà
- Vũ Thị Hoa (trong trận gặp Hàn Quốc)